# سايتو ماكوتو
سايتو ماكوتو (باليابانية: 斎藤 実 سايتو ماكوتو) (27 أكتوبر 1858 - 26 فبراير 1936) كان أدميرال في البحرية اليابانية الإمبراطورية وسياسي ياباني شغل منصب رئيس الوزراء الياباني الثلاثون، والحاكم العام لكوريا لمرتين.